# Obsesión (telenovela de 2005)
Obsesión es una telenovela española emitida por La 1 entre el 3 de enero y el 4 de septiembre de 2005, producida por Europroducciones y RTVE. La serie dispone del mismo equipo de trabajo que otras producciones como La verdad de Laura, Luna negra y El secreto con guiones de Susana Prieto y Lea Vélez.
Estaba protagonizada por Vanesa Cabeza y Miguel de Miguel y contaba con las participaciones antagónicas de Diana Lázaro, Juli Fàbregas, María Ballesteros, Cristina Solà y Luis Lorenzo Crespo
La serie ha sido retransmitida por Rioja Televisión y La 8. Desde el 7 de octubre de 2022, la serie puede verse íntegramente en la plataforma RTVE Play de Radiotelevisión Española.

## Argumento
Fabiola Ortega es una joven humilde que sueña con trabajar en administración de empresas; no obstante, para pagar sus estudios, Fabiola se vio obligada a trabajar durante un tiempo como modelo para campañas publicitarias en toda España. En una de ellas conoció a Javier Salmerón, dueño de una agencia publicitaria en Valencia. Ambos sintieron una fuerte atracción mutua, hasta el punto de que Javier estuvo a punto de romper su compromiso con Silvia Lizarralde, su novia de toda la vida. El romance terminó cuando Fabiola regresó a Madrid, y Javier acabó casándose con Silvia.
Un año después, Roberto Salmerón, el hermano mayor de Javier, dueño de una próspera empresa de energía eólica, llama a su hermano para que lo ayude con su empresa; Javier va a ver a Roberto y también visita a su familia, pero enseguida regresa a Valencia porque no le interesan los negocios de su hermano. Sin embargo, el joven se verá obligado a regresar a Madrid cuando reciba una terrible noticia: Roberto ha sido encontrado muerto de un disparo en la cabeza en su apartamento. 
La muerte de Roberto supone una gran conmoción para todo su círculo de familiares y amistades, pero sobre todo para Javier, que pronto descubre un gran secreto de su hermano: una habitación oculta llena de fotografías de Fabiola, con la que estaba profundamente obsesionado y a la que había intentado contratar con oscuros propósitos. 
Javier y Fabiola no tardan en reencontrarse en Madrid y enseguida descubren que la atracción que les unía no solo no ha desaparecido, sino que se ha convertido en amor. Pero su camino hacia la felicidad no será nada fácil; los dos tendrán que enfrentarse a numerosos obstáculos e intrigas por parte de todos los que les rodean para estar juntos, empezando por la misteriosa muerte de Roberto.

## Elenco
- Miguel de Miguel: Javier González-Salmerón
- Vanesa Cabeza: Fabiola "Fabi" Ortega del Castillo / Fabiola "Fabi" García del Castillo
- Diana Lázaro: Carla Laguna / María del Carmen "Tita" Rodríguez
- Luis Lorenzo Crespo: Roberto González-Salmerón / Alberto García Perea
- Juli Fàbregas: Luis Maldonado del Castillo
- María Ballesteros: Eva Rivera
- Aurora Carbonell: Elisa Ortega del Castillo
- Cristina Solà: Inés Frías / Gema López Sanz
- Cristina Higueras: Amalia del Castillo
- Fiorella Faltoyano: Marisa del Castillo.
- Jesús Cabrero: Juan Guevara.
- Jaime Blanch: Manuel Ortega.
- Gara Muñoz: Paula Salmerón Laguna / Paula Laguna Riego
- Mario Casas: Nicolás "Nico" del Castillo Ortiz
- Óscar Ladoire: Francisco "Paco" del Castillo
- Juanjo Pardo: Tomás
- Inma del Moral: Ángel
- Nacho López: Iván
- Sofía Mazagatos: Silvia Lizarralde
- Eduardo Aldán: Sergio
- Laura Calabuig: Rocío
- Cristina Peña: Carmen
- Chisco Amado: Víctor Riego Álvarez
- Jorge Bosso: Inspector Aguilar
- Carlos Urrutia: Inspector Dueñas
- Araceli Campos: Teresa "Teresita" Ortiz
- Carlos Castel: Inspector Santos
- Sandra Collantes: Isabel "Chavela" Fernández
- Josito Porto: Doctor Piñeiro
- Laura More: Sofía / Paty

## Equipo técnico
- Coordinación de guiones: Mª José García-Mochales (caps. 76-106), Carmen Montesa (caps. 81-126), "Martín Rodríguez", seudónimo de Lea Vélez y Susana Prieto tomando el segundo apellido de ambas (caps. 107-116 y caps. 127-167) y Adolfo Puerta (caps. 117-167)
- Guion: Susana Prieto, Lea Vélez, Carlos Molinero, Marga Mareo, Julia Altares, Isabel Arranz, Sonia Gómez, Silvia Pérez de Pablos, Carmen Montesa, Mª José García-Mochales, Daniel Castro, Clara Pérez Escrivá y Eloísa Muñoz Llaguno.
- Delegadas ejecutivas: Susana Prieto y Lea Vélez
- Sintonía de cabecera: Álex Ubago.
- Música: Jorge Alberto Sánchez - Federico Vaona (música club social).
- Director de fotografía: Felipe Baeza.
- Decorador: Antonio Belizón.
- Montaje: José David Soro.
- Sonorización: Sergio Madruga.
- Delegado de TVE: Carlos Garzón.
- Directora de producción: Laura Jaraiz.
- Dirección y realización de exteriores: José Picaporte (caps. 1-146) y Jon Berlanga (caps. 147-167).
- Idea original: Susana Prieto y Lea Vélez.
- Dirección y realización: Valerio Boserman (caps. 1-146) y José Picaporte (caps. 147-167).
- Productor ejecutivo: Carlos Orengo.